# Barrio El Nevado
Barrio El Nevado es un barrio argentino ubicado en el distrito de Villa Atuel del Departamento San Rafael, Provincia de Mendoza. Se encuentra sobre la Ruta Nacional 143, 1 km al sur del río Atuel y 7 km al norte de la cabecera distrital.
Cuenta con una comisión vecinal que administra las conexiones de agua.